# Ménil-Lépinois
Ménil-Lépinois – miejscowość i gmina we Francji, w regionie Grand Est, w departamencie Ardeny.
Według danych na rok 1990 gminę zamieszkiwały 103 osoby, a gęstość zaludnienia wynosiła 6 osób/km².